# البيان الإنساني الثالث

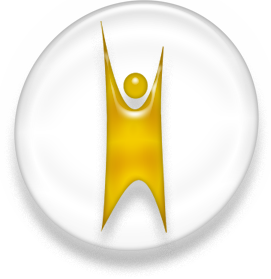

البيان الإنساني الثالث (الإنسانية، وتطلعاتها)، هو خليفة للبيان الإنساني الأول لعام 1933، تم نشره في عام 2003، ومن بين الموقعين عليه 21 حائزًا على جائزة نوبل. الوثيقة الجديدة هي الخلف للوثائق السابقة، واسم «البيان الإنساني» هو ملك للجمعية الإنسانية الأمريكية.
أحدث بيان، تعمد أن يكون قصيرا ومختصرا، حيث سرد سبعة موضوعات أساسية، والتي تردد صدى سابقاتها :
- معرفة العالم مشتقة من الملاحظة، والتجريب، والتحليل العقلاني. (انظر التجريبية)
- البشر جزء لا يتجزأ من الطبيعة، نتيجة التغيير التطوري، وهي عملية غير موجهة.
- تستمد القيم الأخلاقية من حاجة الإنسان، والاهتمام كما تم اختباره من قبل التجربة. (انظر الطبيعية الأخلاقية)
- ينبع تحقيق الحياة من المشاركة الفردية في خدمة المثل الإنسانية.
- البشر اجتماعيون بطبيعتهم، ويجدون معنى في العلاقات.
- العمل لصالح المجتمع يزيد من السعادة الفردية.[2]